# Buddelschiff
Ein Buddelschiff (norddeutsch auch Buddelschipp), auch als Flaschenschiff oder Schiff in der Flasche bekannt, ist das meist handgefertigte Modell eines Schiffes, sehr oft eines Segelschiffes, in einer Glasflasche.

Buddelschiff

Die Masten und die Takelage des Schiffes sind beim Einführen in die Flasche eingeklappt und werden nachträglich von außen mit Instrumenten in ihre endgültige Position gebracht.

## Geschichte
Bereits seit ca. 300 Jahren kennt man im Allgäu und im Erzgebirge in Flaschen gesetzte modellhafte Darstellungen, die Geduldsflasche, auch Eingericht genannt. 

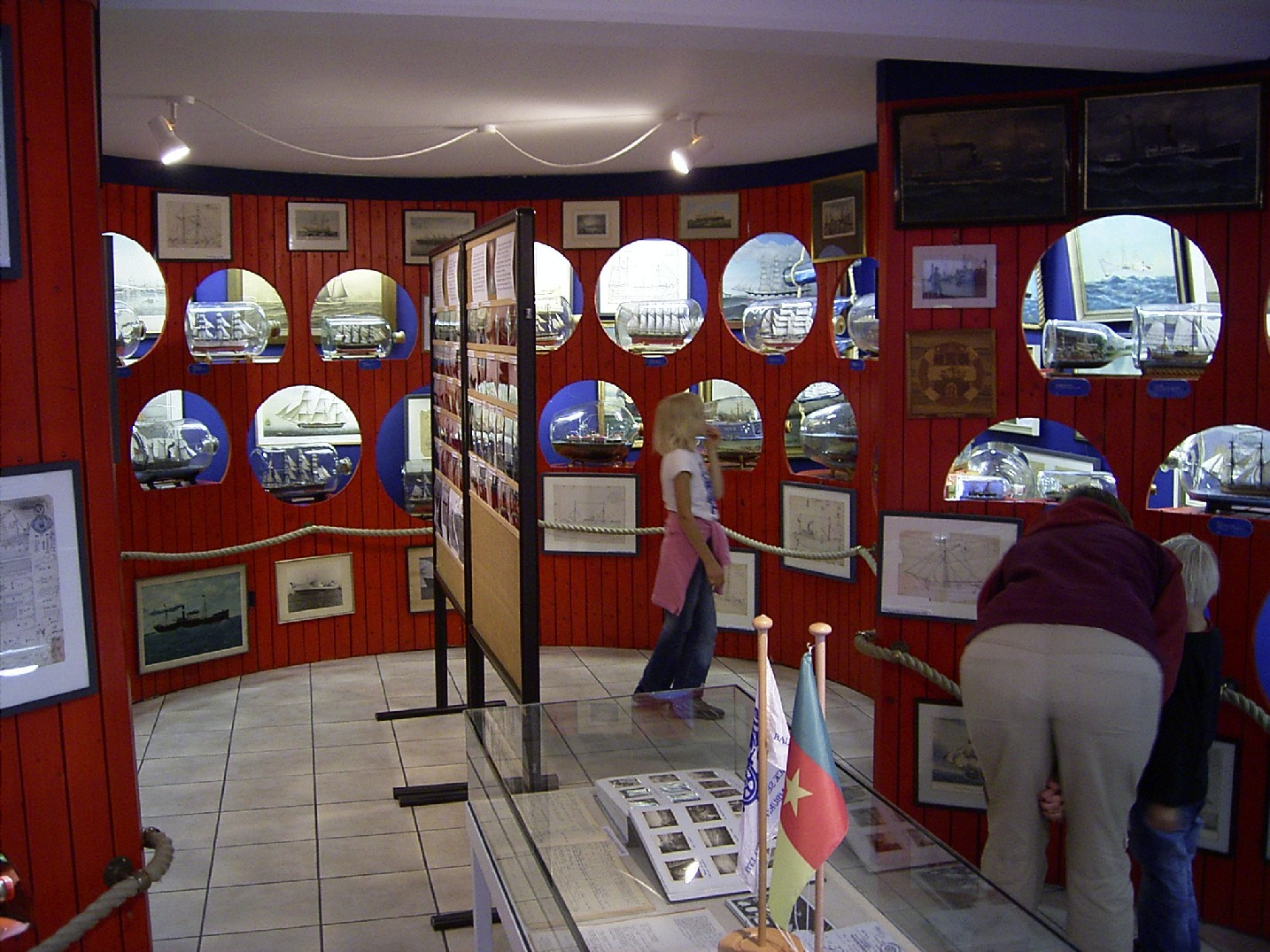
Buddelschiffmuseum in Neuharlingersiel

Gegen Ende des 18. Jahrhunderts hat sich eine auch für heutige Maßstäbe hochwertige Buddelschiff-Kultur entwickelt. Die professionellen Modellbauer der Schiffswerften setzten die Miniaturmodelle ihrer Schiffe in ungeahnter Perfektion in die Flasche, „Preisklasse“ Geschenk vom König an den Admiral. Im Holstentor-Museum Lübeck ist so ein Meisterwerk zu sehen.
Die große Zeit des Flaschenschiffbaues indessen waren die Mitte und die zweite Hälfte des 19. Jahrhunderts. Einige kostbare Stücke werden heute in fast allen maritimen Museen der Welt aufbewahrt. Diese Zeit war identisch mit der Zeit der Großsegler, deren Reisen in das Kaiserreich China, nach Australien, Chile und zurück führten, um den europäischen Bedarf an Tee, Wolle, Salpeter und anderen Gütern zu decken. Auf jeder dieser langen Seereisen passierten die Segler Schönwetterzonen, in denen die Schiffe größtenteils gute Fahrt machten, relativ ruhig in der See lagen und Segelmanöver selten waren. Was sich da anbot, war die Herstellung nautischer Gegenstände aus Werkstoffen, die zum Greifen nahe waren. Zum Beispiel Holz, allerlei Garne und Tauwerk, auf den Walfangschiffen Zähne vom Wal und Knochen, mit denen sich manches herstellen ließ: dekorative Gebilde, mit denen der Seemann sein Schiff schmücken konnte.
Das beliebteste Hobby war gewiss zu jener Zeit der Buddelschiffbau. Auf fast jedem Schiff wurden sie gebaut, wenngleich es natürlich nicht jedem Seemann gegeben war, feinste Handarbeit zu verrichten. Lange Zeit umgab den Buddelschiffbau so etwas wie ein Geheimnis. So hatte der alte Seemannsschnack, demzufolge es eine Flüssigkeit geben soll, die die Hand so geschmeidig macht, dass sie mühelos durch den engen Hals einer leeren Rum- oder Kömflasche gleiten kann, um dann noch im Flaschenbauch das Wunder des kleinen Modells zu bauen, schon manch gläubigen Zuhörer gefunden.

## Bau

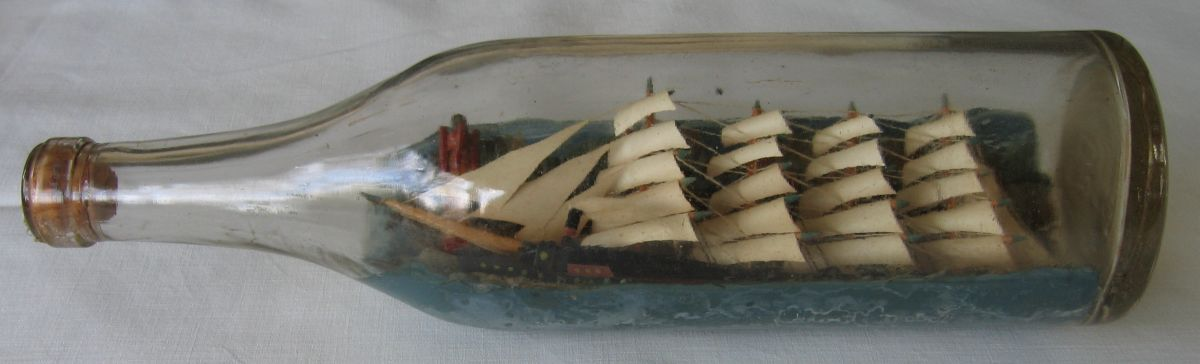
Typisches Buddelschiff, Deutschland ca. erstes Drittel 20. Jahrhundert

Als Flasche wird aus Stilgründen meistens eine klare, glatte Spirituosenflasche üblicher Größe (meistens 0,7 l bis 1,0 l, jedoch auch bis zu 5,0-l-Gastronomie-Größe oder ein „Flachmann“) bzw. eine klare Apothekerflasche entsprechender Größe benutzt. Auch Kunst- bzw. Designerflaschen finden Verwendung. Der Durchmesser der Flaschenhalsöffnung beträgt bei ernsthaften Modellen höchstens ein Viertel bis ein Drittel des Durchmessers einer Flasche mit kreisförmigem bzw. der Seitenlänge oder der Diagonalen einer Flasche mit vierseitigem Querschnitt.
Der Rumpf wird aus Massivholz, die Masten meist aus handelsüblichen Rundholzstäben, die Takelage aus Garn und die Segel meist aus Papier gefertigt. Die Verwendung von Originalmaterialien (evtl. Metall für Rumpf und Spieren, Stoff für die Segel) ist wegen der mangelhaften Verarbeitbarkeit und der wegen des Maßstabes wenig authentischen Optik wenig verbreitet.
Klassische „Aufzieh“ oder „Zug“-Technik
Das Buddelschiff wird außerhalb der Flasche fertig gebaut, jedoch mit klappbaren Masten und beweglichen Spieren ausgerüstet.
Die Takelage wird derart an Rumpf und Masten befestigt bzw. an entsprechenden Stellen durch dafür vorgesehene Löcher in Masten, Spieren und Rumpf geführt, dass die Masten nach achtern (hinten) umgelegt werden können. Dabei haben die einzelnen Fäden eine derartige Länge, dass sie später noch aus der Flasche herausragen, um an ihnen die Masten durch Zug wieder aufrichten zu können. Zum Kippen besitzen die Masten ein meistens aus Draht hergestelltes Gelenk am Fuß.
Das fertige Schiffsmodell wird mit einer Spezialzange mit dem Heck voraus und mit am Rumpf anliegenden Masten und Spieren durch den Flaschenhals in die Flasche gebracht und dort auf eine vorgefertigte gefärbte Masse, die das Meer darstellen soll (meistens Kitt), gesetzt und fixiert. Nun werden die Masten mit den Fäden wieder aufgerichtet, die Fäden an den Löchern im Schiffsmodell festgeklebt, mit einem Spezialwerkzeug am Schiffsmodell abgetrennt und die Flasche schließlich verschlossen.

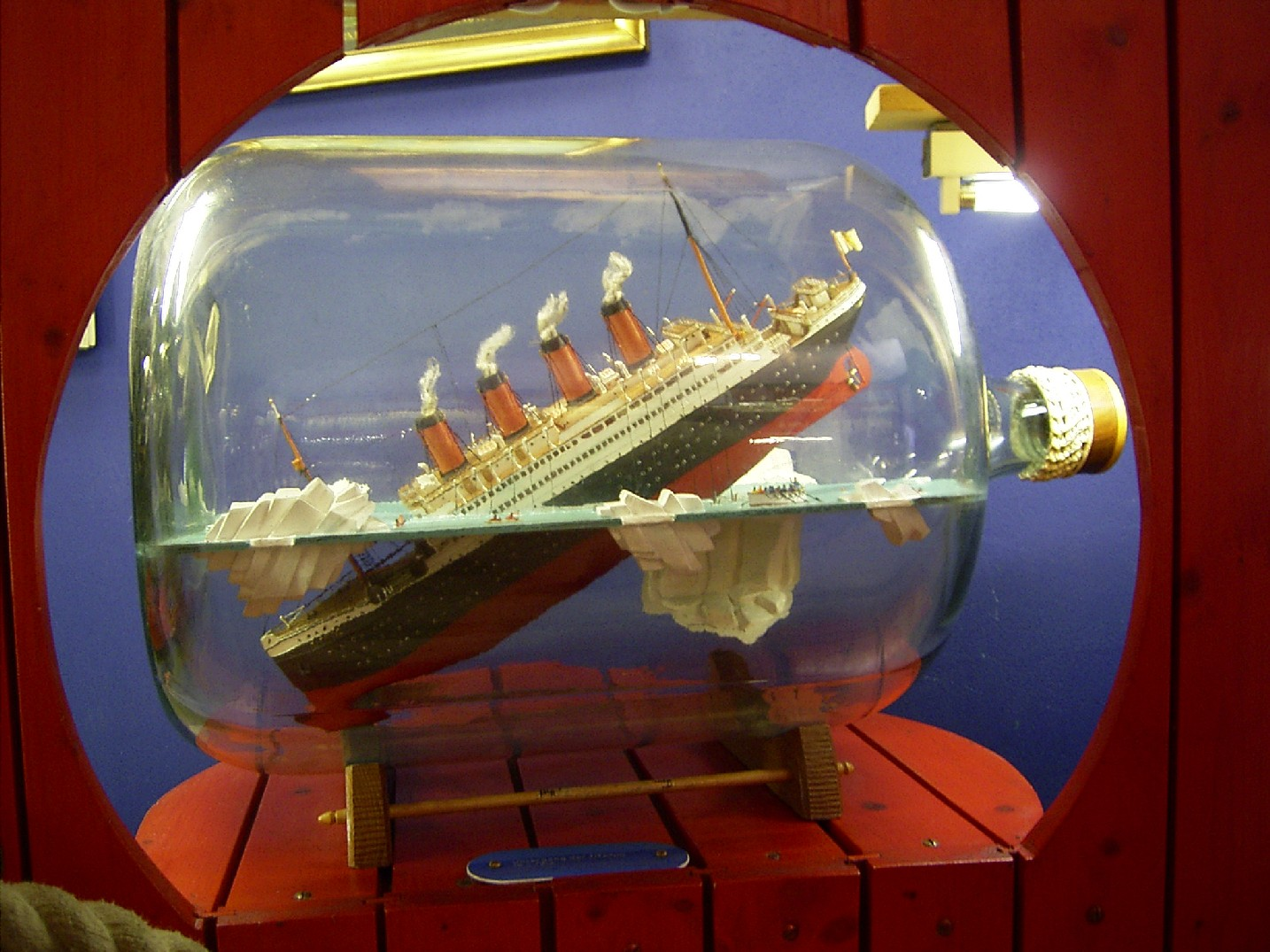
Diorama des Untergangs der Titanic als Buddelschiff im Buddelschiffmuseum Neuharlingersiel

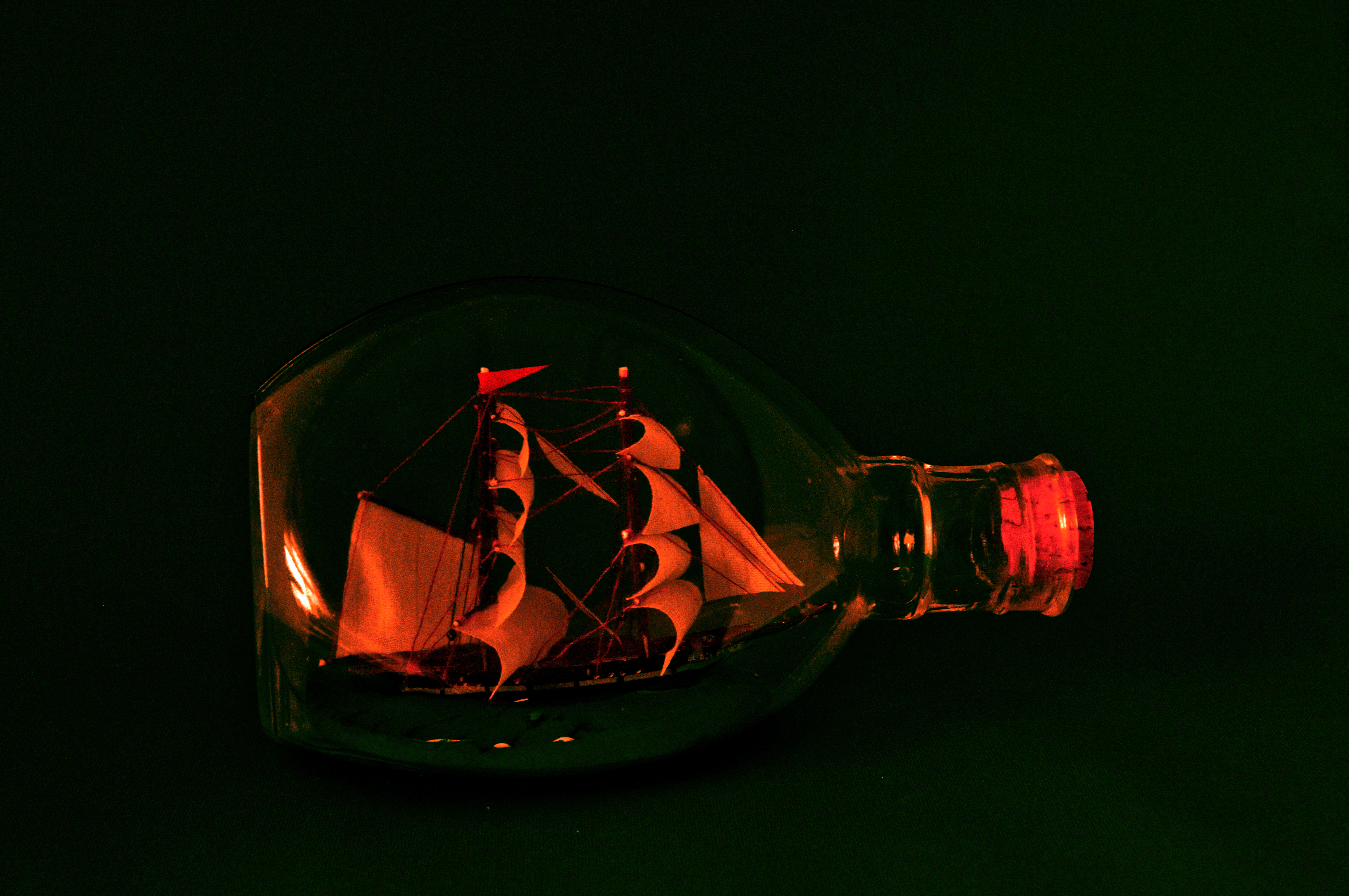
Buddelschiff Black Prince bei Sonnenuntergang

Sektionsbauweise - das komplette Zerlegen fertiger Modelle
Auch hier wird das Modell außerhalb der Flasche komplett fertig gebaut. Um zu vermeiden, dass später das beim Zersägen zwangsläufig entfernte Material am fertigen Modell fehlt, sollten die einzelnen Sektionen allerdings gleich zu Beginn der Arbeiten und damit vor Formgebung des Rumpfes eingeteilt werden. Jede Sektion darf dabei nur so groß sein, dass sie durch die Flaschenöffnung passt. Diese werden dann im Flascheninneren mittels in die benachbarte Sektion eingeschobene Stifte wieder zusammengesetzt und verleimt. Mit dieser Technik lassen sich auch Modelle mit erheblich größeren Rümpfen als dem Halsdurchmesser bauen. Die Kunst besteht hier darin, das Modell so zu zerschneiden und in der Flasche wieder zusammenzukleben, dass diese „Zerstörung“ nicht mehr sichtbar ist.
PHS
Eine weitere Technik ist „PHS“, was „Perfektes Haar-System“ bedeutet, denn als „Fäden“ für die Takelage werden Haare verwendet. Das Schiff wird zunächst außerhalb der Flasche fertiggestellt. Dann werden die Masten einzeln, aber mitsamt der Takelage und den Segeln, vom Rumpf entfernt. Als Nächstes wird der Rumpf eingesetzt, dann die Masten einzeln von hinten nach vorne. Diese Technik erlaubt eine wesentlich detailliertere Darstellung des Schiffes, denn es können feinere Materialien verwendet werden.
Diese Technik wurde zwischen 1975 und 1985 vom dänischen Buddelschiff-Meister Paul Hass erfunden, dann in Zusammenarbeit mit Fa. Buddel-Bini Hamburg zur Serienreife weiterentwickelt. Sie stellt heutzutage den äußersten Qualitätsstandard für kommerziell gefertigte Buddelschiffe dar.
Diverse
Weitere Techniken arbeiten unter anderem mit am Fuß mittels eines Kugelgelenks nach allen Richtungen schwenkbaren Masten oder mit Gummifäden als Takelage.
Eine andere, nicht sachgerechte Praktik besteht darin, ein fertiges Schiff in eine Flasche mit abgetrenntem Boden einzusetzen, und den Boden nachträglich anzusetzen. Die Nahtstelle muss dann kaschiert werden, beispielsweise mit einer Kordel. Diese Technik findet sich oft bei günstigen, für den Souvenirhandel in Serie hergestellten Modellen. Häufig werden hierbei Tropfinfusionsflaschen verwendet, da diese durch ihre Aufhängung bereits entsprechende umlaufende vertiefte Rillen haben, in der der Trennungsspalt und die verdeckende Kordel einliegen und dort einen „natürlichen“ Eindruck erwecken.

## Details

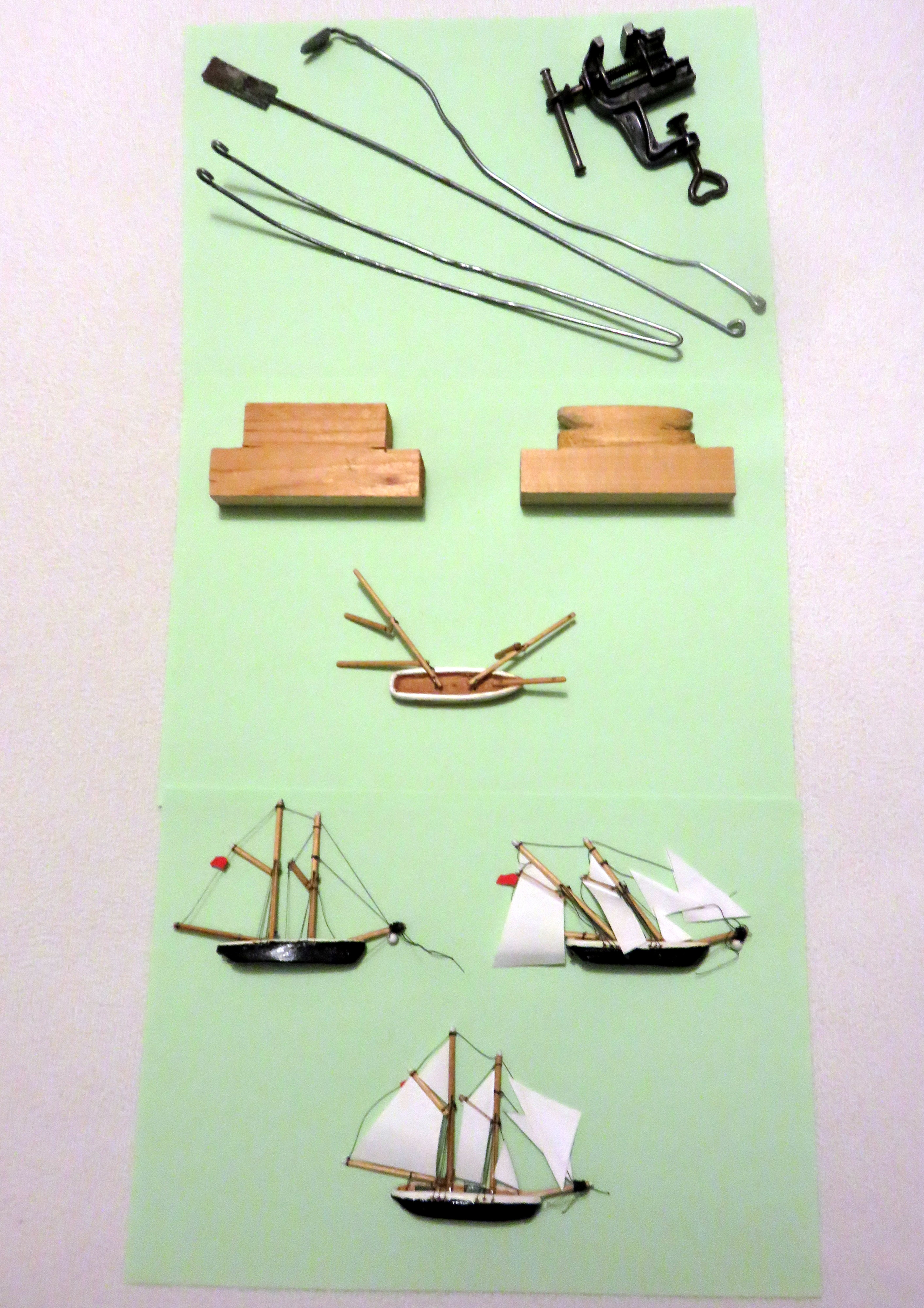
Werkzeug und Stadien, private Arbeit nach Bastelbuch

Ein Buddelschiff weist je nach gewähltem Modell und dem Maßstab meistens folgende Details in entsprechend richtigen Proportionen auf:
- Rumpf: Bug- und Heckform, Farbgebung, eventuell Bullaugen, Wasserlinie
- Deck: Schanzkleid, Deckssprung, Niveauunterschiede, Aufbauten, Rettungs- und andere Beiboote mit Davits, Treppen, Reling
- Spieren: Untermaste, Stengen, evtl. Mars, Rahen, Bäume, Gaffeln, Bugspriet (Klüverbaum)
- Takelage: Stage, Wanten, Pardunen, Brassen, Toppnanten
- Segel: Alle gemäß der dargestellten Szene gesetzten Schrat- und Rahsegel
- Umgebung: Auf See das Wasser; im Hafen das Wasser und Kaimauern, Häuser, Leuchttürme, Windmühlen und Landschaft
- Hintergrund: Manche Buddelschiffe haben einen auf die der vorgesehenen Blickrichtung gegenüberliegenden Flascheninnenseite gemalten zweidimensionalen Hintergrund, der meist Himmel oder Land darstellt und Tiefenwirkung simulieren soll.

## Modellwahl
Gemäß der Entwicklungsgeschichte der Buddelschiffe werden meistens Segler des 19. und des 20. Jahrhunderts dargestellt, entweder lediglich bestimmte Schiffstypen oder Nachbauten bestimmter, oft bedeutender Schiffe.
- Die wichtigsten Schiffstypen: (Gaffel-)Schoner (zwei bis sieben Masten), Brigantine, Brigg, Bark, Vollschiff, letztere beiden auch mit vier bzw. mit fünf Masten.
- Oft dargestellte Schiffe:
  - Preußen (einziges Fünfmastvollschiff), Gorch Fock von 1933 oder von 1958 (deutsches Schulschiff), Thomas W. Lawson (einziger Siebenmastschoner)
  - Viermastbarks der berühmten Flying P-Liner der Reederei Laeisz, wie z. B. Peking, Pamir, Padua, Passat und Priwall.

## Varianten
Zur Erhöhung des Schwierigkeitsgrades wurden vereinzelt Abweichungen in der Anordnung des Modells in der Flasche gewählt. So kann das Modell mit dem Bug voran in die Flasche gebracht und in dieser Stellung befestigt werden, was meist eine Umlenkrolle oder Ähnliches zum Aufrichten der Masten nötig macht, da diese wegen der achterständigen, meist fest vorinstallierten, Wanten in der Regel nach wie vor heckwärts umgelegt und also entgegen der Zugrichtung aufgestellt werden müssen.
Ebenfalls kann das Modell um 90° gedreht und am Boden befestigt werden, sodass der Flaschenhals später nach oben zeigt. Auch Modelle mit dem Flaschenhals nach unten wurden realisiert.
Ferner gibt es Ganzmodelle, die das Schiff nicht mit lediglich über dem Wasserspiegel dargestellten Teilen, sondern einschließlich des Unterwasserrumpfes zeigen, wobei kein Meer dargestellt, sondern das Schiff auf einem Sockel in der Flasche platziert wird.

## Trivia

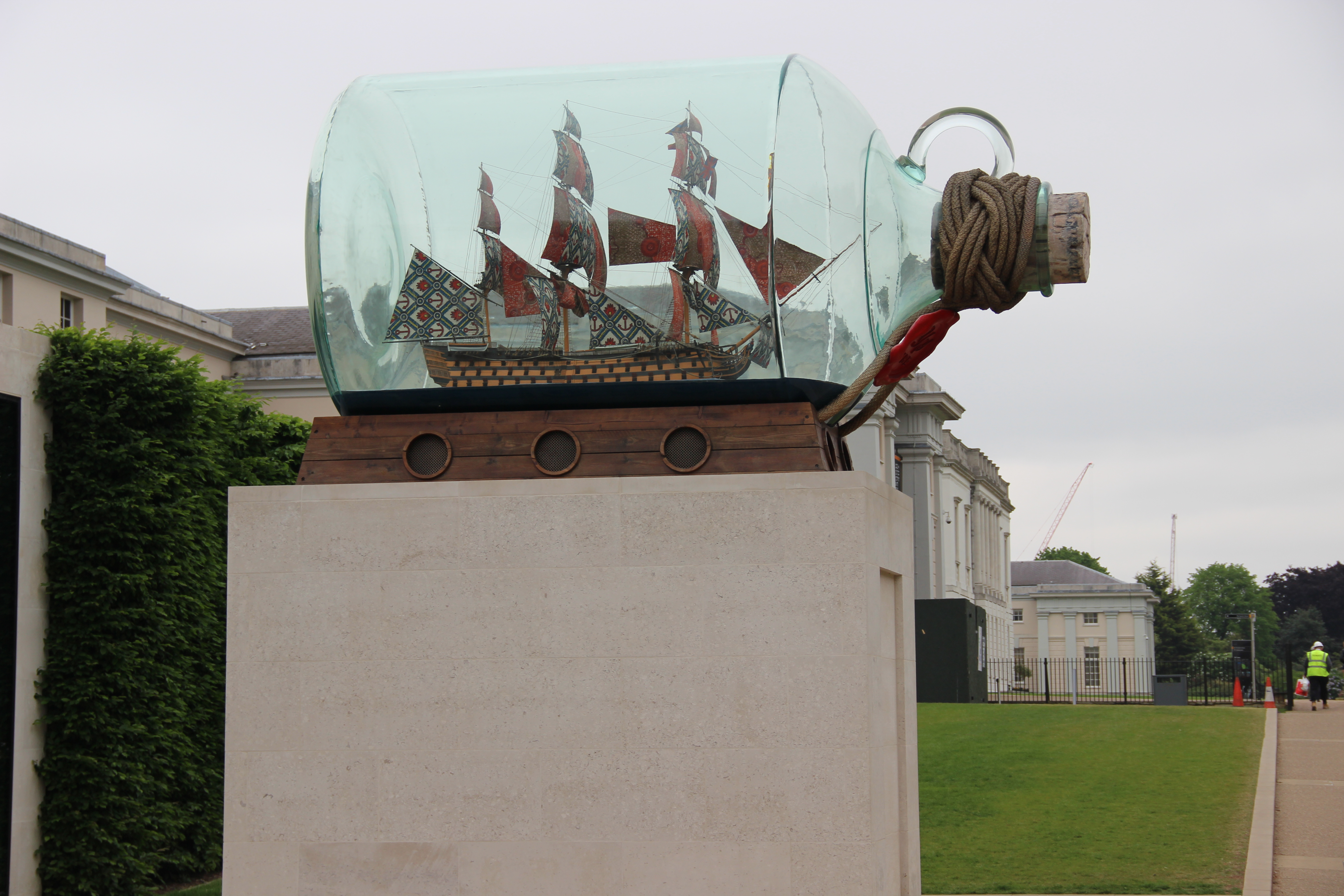
Nelson’s Ship in a Bottle

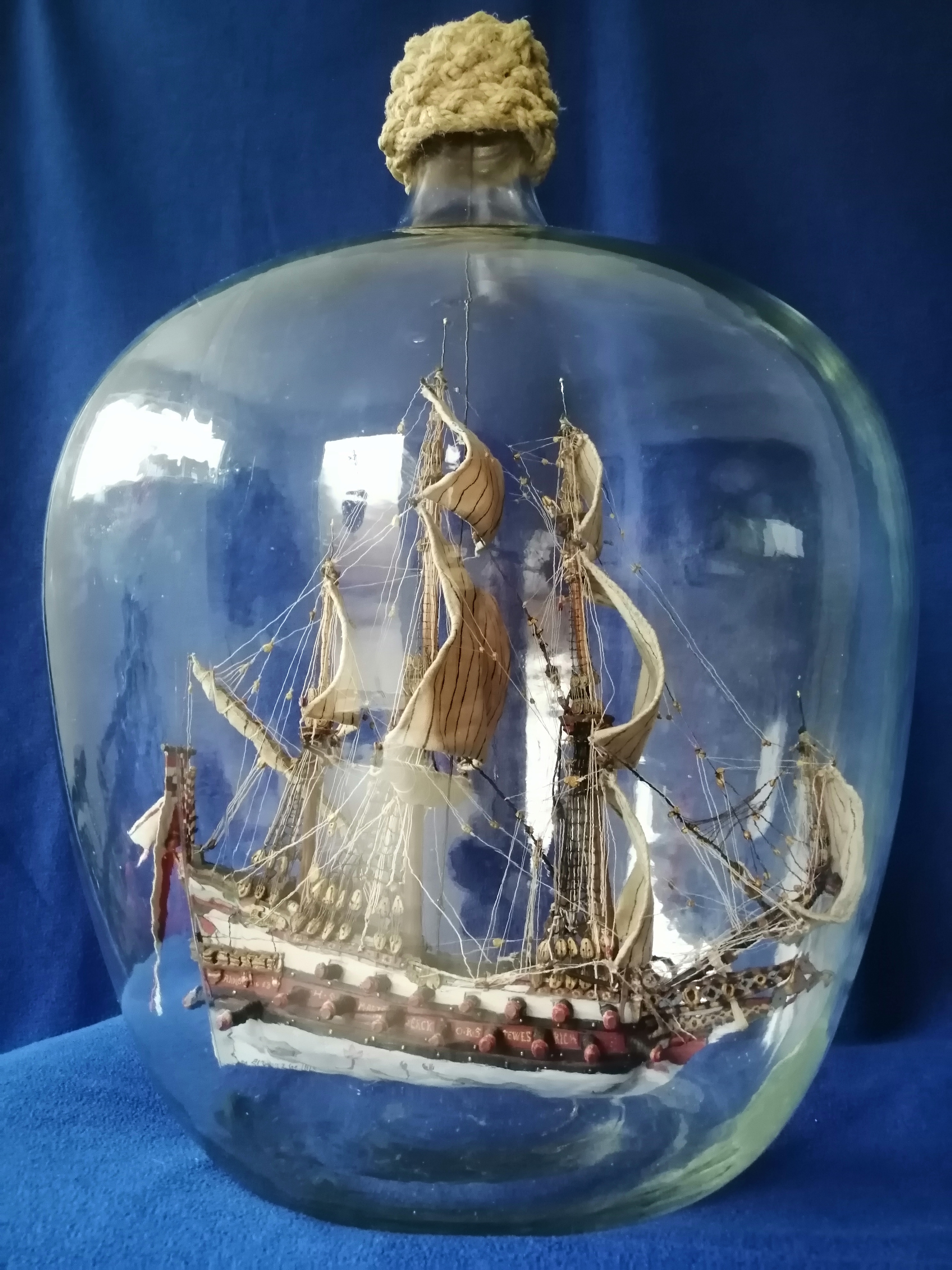
Größtes freischwebendes Buddelschiff der Welt von Matthias Schultz

Das große Buddelschiff des nigerianisch-britischen Künstlers Yinka Shonibare Nelson’s Ship in a Bottle, welches vom 24. Mai 2010 bis zum 30. Januar 2012 auf der vierten Plinthe auf dem Trafalgar Square in London stand, wurde vom National Maritime Museum in Greenwich gekauft und ist jetzt dort zu sehen.
Das anerkannt bisher größte Buddelschiff der Welt hat Jonny Reinert gebaut. Nachdem er bereits 1982 seinen ersten Weltrekord aufgestellen konnte, stellte er diesen drei Jahre später mit dem exakt 68,2 cm langen Modell des Walfängers „Lagoda“ wieder ein. Dieses in einer eigens dafür angefertigten, 129 Liter fassenden Flasche befindet sich heute im Museum „Windstärke 10“ in Cuxhaven.
An einer Kette in einem aufrecht stehenden, 50 Liter fassenden Gärballon unter der Öffnung aufgehängt, wurde 2024 das größte freischwebende Buddelschiff der Geschichte von Matthias Schultz vollendet. Es misst 38 cm in der Länge sowie 40 cm in der Höhe und ist eine um den Faktor 3 verkleinerte Version eines Lübescker Orlogschiffs aus dem Jahre 1617, welches sich heute in der St.-Petri-Kirche in Landkirchen auf Fehmarn befindet.